# 塔卡特加尔
塔卡特加尔（Takhatgarh），是印度拉贾斯坦邦帕里縣的一个城镇。总人口15809（2001年）。

## 人口
该地2001年总人口15809人，其中男性8071人，女性7738人；0—6岁人口2817人，其中男1478人，女1339人；识字率50.83%，其中男性为65.00%，女性为36.06%。